# بوك مان (مدينة نيويورك)

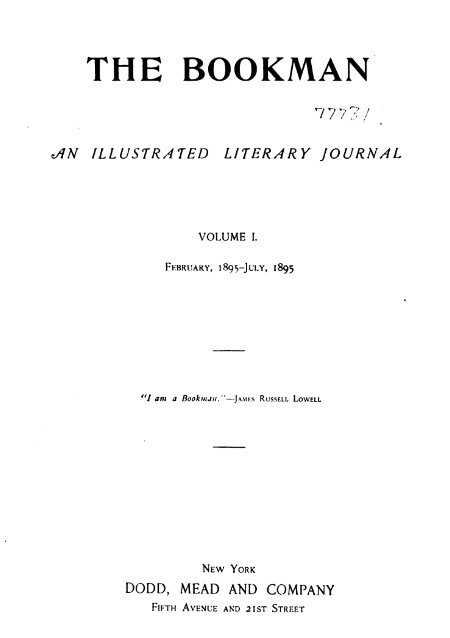
صفحة عنوان المجلد الأول من كتاب "بوك مان" (فبراير-يوليو 1895)

كانت مجلة بوك مان Bookman مجلة أدبية تأسست في عام 1895 بواسطة شركة دود وميد. أسس فرانك إتش دود، رئيس شركة دود، ميد وشركاه، شركة بوكمان في عام 1895. وكان أول محرر لها هو هاري ثورستون بيك، الذي عمل ضمن طاقمها من عام 1895 إلى عام 1906. مع صدور العدد الأول من المجلة في فبراير 1895، أنشأ بيك أول قائمة لأكثر الكتب مبيعًا في أمريكا.  استمرت القوائم في The Bookman من عام 1895 حتى عام 1918، وهي المصدر الشامل الوحيد لأفضل الكتب مبيعًا سنويًا في الولايات المتحدة من عام 1895 إلى عام 1912، عندما بدأت بابليشرز ويكلي في نشر قوائمها الخاصة.
في طبعة أبريل 1895، أوضح محررو المجلة الحاجة إلى نسخة أمريكية من London Bookman القائمة بالفعل: "لقد حققت Bookman نجاح كبير منذ ظهورها لأول مرة في لندن عام 1891، ويُعتقد أن هناك مساحة كافية وعملاء كافيين بين العدد الكبير من القراء، لمجلة أدبية من نفس الطابع في أمريكا. ستحتفظ الطبعة الأمريكية بجميع الميزات الشائعة لـ English Bookman، ولكن سيتم تحريرها حديثًا وتحتوي على مواد إضافية ذات أهمية فورية للقراء في الولايات المتحدة."
عام 1918 تم شراء المجلة من قبل شركة جورج إتش دوران، ثم بيعت في أبريل 1927 إلى بيرتون راسكوي وسوارد ب. كولينز. بعد رحيل راسكوي في أبريل 1928، استمر كولينز في تحرير المجلة ونشرها حتى توقفت عن النشر في عام 1933.  
تم تحريرها بواسطة آرثر بارتليت موريس (1873-1946) من عام 1899 إلى عام 1916؛ بواسطة جي جي واينت من عام 1916 إلى عام 1918؛  وجون سي فارار خلال السنوات التي كانت مملوكة لجورج إتش دوران. ولم تتخل المجلة عن معاييرها المحافظة وموقفها السياسي إلا تحت رئاسة التحرير القصيرة لبيرتون راسكوي من عام 1927 إلى عام 1928، ونشرت على سبيل المثال رواية بوسطن للكاتب أبتون سنكلير. وكان آخر محرر لها هو سيوارد كولينز، الذي كانت مجلة بوكمان تنشر تحت قيادته مقالات تتوافق مع آرائه المحافظة، متأثرة بإيرفينج بابيت، وتروج للإنسانية والتوزيعية. وكان كولينز نفسه يتجه نحو الفاشية خلال سنوات عمله كمحرر.[بحاجة لمصدر] عندما توقف نشر The Bookman في عام 1933، أطلق كولينز مجلة The American Review.

## ملحوظات
1. 1 2 3 4  مذكور في: بوابة الرقم الدولي الموحد للدوريات. الرَّقم التَّسلسليُّ المِعياريُّ الدَّوليُّ (ISSN): 2156-9932. الناشر: ISSN International Centre. لغة العمل أو لغة الاسم: الإنجليزية.
2. ↑  Laura J. Miller (2000). "The Best-Seller List as Marketing Tool and Historical Fiction". في Ezra Greenspan (المحرر). Book History. Penn State Press. ج. Three. ص. 286–304. ISBN:0271020504.
3. ↑  "The bookman v.1 1895 Feb-Jul". HathiTrust (بالإنجليزية). Retrieved 2022-06-23.
4. ↑  Wagenknecht, Edward (1982). American Profile 1900–1909. ص. 215. ISBN:9780870233517. مؤرشف من الأصل في 2022-04-06.
5. ↑  "Bookman Sold". Time. 18 أبريل 1927. مؤرشف من الأصل في 2010-11-25.
6. ↑  "With Authors and Publishers". نيويورك تايمز. 26 مايو 1918. مؤرشف من الأصل في 2022-04-09.
7. ↑  Hart, James D.؛ Leininger, Phillip W.، المحررون (1995). "Bookman, The". The Oxford Companion to American Literature.

## روابط خارجية
- أعمال من تأليف أو عن The Bookman في أرشيف الإنترنت
- كونراد الأول: أرشيف جوزيف كونراد الدوري: بائع الكتب
- The Bookman